# Atlético Clube Guaratinguetá
O Atlético Clube Guaratinguetá é um clube de futebol sediado em Guaratinguetá, cidade do estado de São Paulo. Foi fundado em 2021 pelo ex-goleiro Cacalo e pelo empresário Carlos Arini com foco na formação, revelação e profissionalização de atletas. Costuma mandar seus jogos no estádio Dario Rodrigues Leite.
O clube mantém atualmente atividades somente nas categorias de base. O clube também conta com um time de futebol feminino, no qual disputa o Paulista Feminino Sub-17.